# Hvoșcivka, Slavuta
Hvoșcivka (în ucraineană Хвощівка) este localitatea de reședință a comunei Hvoșcivka din raionul Slavuta, regiunea Hmelnîțkîi, Ucraina.

## Demografie
Componența lingvistică a localității Hvoșcivka
     Ucraineană (99,54%)
     Alte limbi (0,46%)
Conform recensământului din 2001, majoritatea populației localității Hvoșcivka era vorbitoare de ucraineană (99,54%), existând în minoritate și vorbitori de alte limbi.